# کمیته المپیک سوریه
کمیته المپیک سوریه (عربی: اللجنة الأولمبية السورية) یک سازمان ورزشی است که نماینده کشور سوریه در کمیته بین‌المللی المپیک می‌باشد.
این سازمان که در سال ۱۹۴۸ تأسیس شده مسئول آماده‌سازی و اعزام ورزشکاران به بازی‌های المپیک، بازی‌های المپیک جوانان و بازی‌های آسیایی است.